# Drievuldigheidskapel (Waldsassen)
De Drievuldigheidskapel (Duits: Dreifaltigkeitskappl) is een bedevaartskerk in de buurt van de 600 meter hoge Glasberg in het Kohlwald bij de Duitse plaats Waldsassen (deelstaat Beieren). De architectuur staat bol van de symboliek van de heilige Drie-eenheid waaraan de kerk werd gewijd. Bij alle bouwdelen van de kapel domineert het getal drie.

## Geschiedenis[1]
De oorsprong van de bedevaart gaat volgens de overlevering terug op het ontstaan van de abdij Waldsassen rond het jaar 1133. Op de plaats van de huidige kapel lieten de broeders van het klooster er hun vee weiden. Om daar een plek te hebben om te bidden werd aan een boom een voorstelling van de Drie-eenheid bevestigd, waarvan men al snel geloofde dat het wonderen kon verrichten. Om de afbeelding te beschermen, maar ook om een groeiende stroom bedevaartgangers beschutting te bieden, ontstond later op de plek een houten kapel. Deze houten kapel werd in de jaren 1161-1194 vervangen door een bedevaartskerk, die herhaaldelijk door oorlogsgeweld verwoest, maar steeds weer opgebouwd werd. Met de invoering van het protestantisme in 1560 en latere invloed van het calvinisme in het gebied raakte de bedevaart en de kapel in verval. Pas vanaf de rekatholisering van de Oberpfalz vanaf 1626 werd de bedevaart nieuw leven ingeblazen, weliswaar geremd door de weerslagen van de Dertigjarige Oorlog die ook in de omgeving van Waldsassen grote verwoestingen aanrichtte. De melding van een genezing in 1644 bij de kapel zorgde voor aanzienlijk opzien en leidde uiteindelijk in 1645-1648 tot de nieuwbouw van een bedevaartskapel. Een voorstelling van dit kerkje met een toren staat op het huidige altaarschilderij afgebeeld. Na de beëindiging van de Dertigjarige Oorlog bloeide de bedevaart binnen korte tijd sterk op, zodat het net gebouwde kerkje al snel te klein werd. De toenmalige pastoor Paul Eckhart besloot tot de bouw van een nieuwe kerk op dezelfde plaats. 
Bouwmeester Georg Dientzenhofer kreeg de opdracht de kerk te bouwen en hij liet van 1685 tot 1689 rond de veertig jaar oude kapel het nieuwe godshuis bouwen. Pas na de afbouw van het middengewelf van de nieuwe kerk werd de oude kapel afgebroken. De plechtige wijding van de kerk vond in 1711 plaats door de wijbisschop van Regensburg. 
De oorspronkelijke plafondfresco's van de kapel werden in 1880 bij een brand aan het dak verwoest. De huidige fresco's werden in de jaren 1934-1940 door Oskar Martin uit Amorbach aangebracht.

## Inrichting
Ook in het interieur is het getal drie steeds terug te vinden. De kerk kent drie apsissen, die zich rond een denkbeeldige driehoek bevinden. De driemaal drie altaren worden overwelfd door drie halve koepels en in de drie hoeken van het grondplan staan drie zuilen. De drie fresco's van Oskar Martin zijn in pseudobarokke stijl geschilderd. Voorstellingen van gewonde soldaten in het fresco met de zeven werken van barmhartigheid verraden dat de fresco's pas na de Eerste Wereldoorlog werden aangebracht. Het orgel met twaalf registers verdeeld over twee manualen en pedaal werd in 1734-1738 door orgelbouwer Joh. Franz Fasmann gebouwd. Ondanks herhaaldelijke reparaties aan het instrument bezit het instrument nog een groot deel van het originele orgel.